# Де факто
Де факто (лат. de facto) е израз, който означава фактически, на дело, на практика, всъщност. Често се използва за разграничаване от де юре (лат. de jure − по закон) по отношение на закони, управление или техника (като стандартизация), които се възприемат като създадени или развити без официални правила или в противоречие с тях.
По отношение на правна ситуация, де юре означава написаното в закона, а де факто означава какво се случва на практика.
Терминът де факто може да се използва и когато няма съответен закон или стандарт, но има установена практика, дори и да не е универсална.